# Funisciurus duchaillui
Espèce
Statut de conservation UICN

 DD  : Données insuffisantes
Funisciurus duchaillui est une espèce de rongeurs de la famille des sciuridae. Elle n'a été observée qu'au Gabon
Son nom scientifique lui a été donné en 1953 par Sanborn.